# Як-44
Як-44 — советский палубный самолёт радиолокационного дозора, наведения и управления (РЛДНУ/ДРЛОиУ) и радиоэлектронного противодействия (РЭБ).
Разработан в ОКБ имени А. С. Яковлева в середине 1970-х годов. Прообразом самолёта Як-44 (Як-44РЛД) был выбран американский E-2 «Хокай». Базирование самолёта предполагалось на атомном авианосце проекта 1143.7 «Ульяновск».
Из-за трудностей в разработке бортовой аппаратуры был построен только макет Як-44.

В 1993 году работы были заморожены из-за отсутствия финансирования.

## История
Для создания отечественных авианесущих кораблей необходимо было информационное обеспечивание боевых действий корабельной авиации, особенно на большом удалении от береговых аэродромов. Все это требовало необходимость создания корабельного самолёта радиолокационного дозора и наведения. Проблема информационного обеспечения боевых действий корабельных группировок решается путём установки специального радиотехнического комплекса на вертолёты, самолёты, беспилотники, азростаты и корабли. Наиболее эффективными платформами являются самолёты.
В 1979 году ОКБ А. С. Яковлева подготовило техническое предложение по самолёту РЛДН Як-44 с базированием на сухопутных аэродромах и на авианесущих кораблях. На авианесущих кораблях планировалось осуществлять взлёт с трамплина и посадка на аэрофинишёр. Проект самолёта Як-44Э был самым удачным из проектов разрабатываемых в этой области.
За время проектирования самолёта конструктивно-компоновочная схема неоднократно менялась. В сентябре 1988 года был подготовлен аванпроект нового варианта Як-44Э, который был утвержден СМ СССР. Новый вариант должен был оснащаться радиотехническим комплексом с радиолокационной антенной в грибовидном корпусе над фюзеляжем, двигатели турбовинтовентиляторные (ТВВД) Д-27 со взлётной мощностью 14000 л. с.
Постройка опытных образцов Як-44Э и его серийное производство планировалось на Ташкентском авиационном заводе. Был изготовлен полноразмерный конструктивно-технологический макет самолёта. Однако, из-за сокращения финансирования, дальнейшие работы по самолёту Як-44Э в 1992 году были остановлены на этапе подготовки к постройке опытных самолётов для лётных испытаний.
Несмотря на то, что с момента прекращения работ по самолёту Як-44 прошло уже много лет, он до сих пор не потерял своей актуальности и остаётся единственным в мире самолётом РЛДН, способным действовать с авианесущих кораблей, оборудованных взлётными трамплинами. Поэтому самолёт Як-44Э и его варианты до сих пор являются конкурентоспособными в своём классе как на внутреннем, так и на внешнем рынке.

## Конструкция
Самолёт радиолокационного дозора и наведения Як-44 — универсальная информационно-разведывательная машина, представлена выносным радиолокационным постом, который соединялся с воздушным пунктом наведения и управления авиацией против обнаружения воздушных, наземных и надводных целей. Основное назначение самолёта: контроль наземного, надводного и воздушного пространства; наведение ударных самолётов на обнаруженные цели.
Як-44 построен по аэродинамической схеме свободнонесущего высокоплана с двухкилевым оперением. Фюзеляж типа полумонокок круглого сечения. Фюзеляж большого диаметра позволял свободно разместить аппаратуру и операторов наведения, а также обеспечивал экипажу комфортабельные условия для работы и отдыха. Кроме рабочей кабины операторов наведения был предусмотрен отсек для отдыха одного человека, санузел и буфет. Это позволяло сохранить в течение длительного полёта работоспособность экипажа на высоком уровне.
Крыло прямое трапециевидное в плане, с механизацией вдоль всей задней кромки. Крыло оснащено предкрылками, двухщелевыми закрылками с дефлекторами, спойлерами и интерцепторами.
Консоли крыла складывающиеся. Для уменьшения индуктивного сопротивления установлены концевые крылышки.
Хвостовое оперение разнесённое двухкилевое.
Шасси убирающееся, трёхопорное, с носовой управляемой стойкой. Основные опоры убираются в гондолы двигателей.
Под крылом размещались два турбовинтовентиляторных двигателя.
Топливо размещается кессон-баках в корневой части крыла и в стабилизаторе.
Силовая установка состоит из двух винтовентиляторных двигателей (единственных в мире в таком классе) Д-27. Применение таких двигателей с повышенной тягой на режиме взлёта, а также учитывая обдув крыла, дало возможность обеспечить трамплинный бескатапультный старт Як-44Э с авианесущих кораблей. Обдув поверхности крыла повышало подъёмную силу. Двигатель Д-27 на высоких дозвуковых скоростях имеет лучшую экономичность по сравнению с современными турбореактивными двухконтурными двигателями.
На двигателе установлен винтовентилятор СВ-27. Винтовентилятор это высоконагруженный сверхзвуковой воздушный винт  с саблевидными лопастями большой ширины. СВ-27 двухрядный, с противоположным направлением вращения лопастей, флюгерной-реверсный. Лопасти выполнены из современных полимерных композиционных материалов и оборудованы электротепловой противообледенительной защитой.
Автономный запуск двигателей на земле обеспечивается вспомогательгной силовой установкой (ВСУ). Установка представляет собой газотурбинный двигатель, расположенный под полом отсека оборудования. Система аварийного пожаротушения защищает отсеки двигателей и ВСУ. Система ручного пожаротушения установлены в кабине экипажа.
Антенна РЛС расположена на пилоне над фюзеляжем, во вращающемся обтекателе.
Радиолокационный комплекс Як-44 должен был одновременно отслеживать до 1300 целей, наводить на 120 наземных и 160 воздушных целей и обеспечивать обнаружение воздушных целей на дальности 150-200 км и надводных целей на дальности более 300 км.
На двигателях установлены четыре привод-генератора системы электроснабжения самолёта общей мощностью 300 кВт.
Система управления электродистанционная — комплексная аналого-цифровая система управления самолётом и механизацией крыла, обеспечивает полёт при различных центровках самолёта, связанных с различными вариантами оборудования и заправки.
Самолёт оснащён радиотехническим и пилотажно-навигационным комплексами, комплексной системой управления, метеонавигационной, радиолокационной станцией, совокупностью управления общесамолётным оборудованием, бортовой автоматизированной системой контроля, бортовой системой регистрации, электрической системой, устройством выкидывания фальшивых тепловых дипольных отражателей и целей, ответчиком госопознавания, маркерным радиоприёмником, ответчиком УВД, светотехническим оборудованием.

## Модификации[2]
| Название модели              | Краткие характеристики, отличия |
| ---------------------------- | --- |
| Як-44Э                       | Палубный самолёт дальнего радиолокационного обнаружения, построен макет. |
| Як-44ПЛО                     | Противолодочный самолёт. Создан аванпроект самолёта. Техническое проектирование не велось.                                                                                      |
| Як-44э наземный              | Модификация самолёта для аэродромного базирования. Проект защищён в 1991 году. У самолёта увеличено время патрулирования и улучшены характеристики радиотехнического комплекса. |
| Як-44 патрульный пограничный | Модификация для контроля границы. Проектирование числилось в плане работ ОКБ до 1994 года.                                                                                      |
| Як-44 транспортный           | Проектирование не велось. |
| Як-44 спасательный           | Проектирование не велось. |

## Тактико-технические характеристики
Приведены расчётные данные.
Источник данных: Абидин В. Б., 2008.

Технические характеристики
- Экипаж: 6 (2 пилота, 4 оператора РЛС)
- Длина: 20,5 м
- Размах крыла: 25,7 м
  - со сложенным крылом: 12,5 м
- Высота: 5,8 м
- Площадь крыла: 88,0 м²
- Максимальная взлётная масса: 40000 кг
- Масса топлива во внутренних баках: 10500 кг
- Силовая установка: 2 × ТВВД Д-27
- Мощность двигателей: 2 × 14000 л. с. (2 × 10297 кВт)
- Диаметр винта: 4,5 м

Лётные характеристики
- Максимальная скорость: 740 км/ч
- Крейсерская скорость: 700 км/ч
- Посадочная скорость: 185 км/ч
- Скорость патрулирования: 500-650 км/ч
- Перегоночная дальность: >4000 км
- Практический потолок: 13000 м
- Высота патрулирования: 3000-11000 м
- Продолжительность патрулирования: 3,6-6,5 ч
- Нагрузка на крыло: 455 кг/м²
- Длина ВПП: <1350 м

Радиотехнический комплекс Э-700
- Диапазон волн: B
- Средняя мощность излучения: 5 кВт
- Дальность обнаружения: 
  - воздушная цель с ЭПР 3 м²: 250 км
  - крылатая ракета AGM-86: 220 км
  - крылатая ракета AGM-84: 165 км
- Диапазон высот обнаружения воздушных целей: 5-30000 м
- Диапазон скоростей обнаруживаемых воздушных целей: 40-3500 м/с
- Количество одновременно сопровождаемых целей: 150
- Количество наводимых на цели истребителей: 40